# Slušna prizadetost
Slušna prizadetost, tudi okvara sluha, pomeni, da oseba ne more tako dobro slišati kot oseba brez težav s sluhom. Gluhec sliši le malo ali sploh nič. Do izgube sluha lahko pride le na enem ušesu ali pa na obeh. Pri otrocih lahko težave s sluhom vplivajo na sposobnost za učenje jezika, pri odraslih pa so lahko vzrok za težave pri delu. Pri nekaterih ljudeh, še posebej pri starejših, izguba sluha lahko vodi do osamljenosti. Do izgube sluha lahko pride začasno ali pa trajno..
Izguba sluha ima lahko številne vzroke, kot so genetika, staranje, izpostavljenost hrupu, nekatere okužbe, zapleti ob porodu, travme ušes in nekatera zdravila ali toksini,. Pogosto obolenje, ki vodi do slabšanja sluha, so kronične okužbe ušes. Nekatere okužbe med nosečnostjo, tako sifilis in rdečke, lahko tudi povzročijo naglušnost. Slušna prizadetost je stanje, ko pri testu sluha oseba na najmanj enem ušesu ne sliši 25 decibelov. Test za pomanjkljiv sluh se priporoča za vse novorojenčke.Izgubo sluha je mogoče opredeliti kot blago, zmerno, zmerno hudo, hudo, ali globoko. Obstajajo tri glavne vrste izgube sluha, in sicer prevodna izguba sluha, senzorično nevralna izguba sluha in mešana izguba sluha.
Pol primerov slušne prizadetosti je mogoče preprečiti. in sicer s cepljenjem, pravilno nego med nosečnostjo, izogibanjem glasnemu hrupu in izogibanjem določenim zdravilom. Svetovna zdravstvena organizacija si prizadeva omejiti izpostavljenost hrupu in priporoča, da mladi osebnih avdio predvajalnikov ne uporabljajo več kot eno uro na dan. Zgodnje odkritje in podpora sta posebno pomembna pri otrocih.  Mnogim pomagajo slušni pripomočki, znakovni jezik, polžasti vsadki in podnapisi. Branje ustnic je tudi ena od uporabnih veščin, ki pridejo nekaterim prav.  Dostop do slušnih aparatov pa je na mnogih področjih omejen.
V letu 2013 je na svetu bilo slušno prizadetih 1,1 milijarde ljudi. Povzroča invalidnost pri 5 % (360 do 538 milijonov) in zmerno do hudo invalidnost pri 124 milijonih. Med osebami z zmerno do hudo invalidnostjo je 108 milijonov živi v deželah z nizkim oziroma srednjim dohodkom. Pri 65 milijonih je sluh že prizadet od otroštva dalje. Ljudje, vešči znakovnega jezika, se štejejo za člane člani gluhe kulture in se nimajo za bolne, temveč drugačne. Večina ljudi iz gluhe kulture se nasprotujejo poizkusom, gluhost zdraviti s in ve nekaterih družbah gledajo na polžaste vsadke kot poskus, spodkopati njihovo kulturo.  Na izraz slušna prizadetost se pogosto gleda negativno, ker poudarja nekaj, česar ljudje niso zmožni.

## Gluhost
Gluha oseba ima najtežjo izgubo sluha, pri kateri ojačanje zvoka ne koristi. Povprečna izguba sluha na frekvencah 500, 1000 in 2000 hertzev je 91 decibelov in več. 
Glede na gluhost se razlikujejo:
- osebe z najtežjo izgubo sluha (91 dB in več): oseba z najtežjo izgubo sluha ni sposobna slišati in razumeti govora, četudi je ojačan. Oseba ne more v celoti sprejemati govora, niti s slušnim aparatom. Pogosta je istočasna prizadetost vedenja, orientacije v času in prostoru, prilagajanja vedenja okoliščinam in prizadetost pri pridobivanju znanja.
- osebe s popolno izgubo sluha: oseba s popolno izgubo sluha ne loči niti dveh jakosti zvoka niti ne dveh frekvenc, ni sposobna slišati ali razumeti govora, četudi je ojačan. Oseba ne more sprejemati govora niti s slušnim aparatom. Pri njej je prisotna prizadetost sporazumevanja, razumevanja in poslušanja govora ter druge vrste prizadetosti poslušanja. Pogosta je istočasna prizadetost vedenja, orientacije v času in prostoru, prilagajanja vedenja okoliščinam in prizadetost pri pridobivanju znanja.

## Naglušnost
Naglušen človek ima povprečno izgubo sluha na frekvencah 500, 1000 in 2000 hertzev (Hz), manj kot 91 decibelov (dB) in ima resne težave pri poslušanju govora in pri govorni komunikaciji. Naglušnost pomeni zoženje slušnega polja in zato delno moti sporazumevanje s pomočjo govora.
Glede na naglušnost se razlikujejo:
- osebe z lažjo izgubo sluha (26-40 dB): oseba ima težjo ali težko izgubo sluha na enem ušesu ter lažjo ali brez izgube na drugem ušesu. Lahko ima tudi lažjo obojestransko izgubo sluha. Pri njej je lahko prizadeto sporazumevanje in poslušanje govora. Prisotne so lahko tudi druge vrste prizadetosti poslušanja. Oseba je ovirana v orientaciji.
- Osebe z zmerno izgubo sluha (41-55 dB): oseba ima lahko obojestransko zmerno izgubo sluha, popolno izgubo sluha na enem ušesu, lažjo izgubo ali je brez izgube na drugem oziroma ima težko izgubo sluha na enem ušesu in zmerno, lažjo ali nima izgube na drugem. Pri osebi je lahko prizadeto sporazumevanje, poslušanje govora, lahko so prisotne tudi druge vrste prizadetosti poslušanja. Oseba je ovirana v orientaciji in telesni neodvisnosti.
- Osebe s težjo izgubo sluha (56-70 dB): oseba ima težjo obojestransko izgubo sluha ali težko izgubo sluha na enem ušesu in težjo izgubo sluha na drugem. Pri osebi je prizadeto sporazumevanje, razumevanje govora in poslušanje govora. Oseba s težjo izgubo sluha je ovirana v orientaciji, pri vključevanju v družbo in pri telesni neodvisnosti.
- Osebe s težko izgubo sluha (71-90 dB): oseba ima popolno izgubo sluha na enem ušesu in težko izgubo sluha na drugem ušesu oziroma težko obojestransko izgubo sluha. Pri osebi je prisotna prizadetost sporazumevanja, predvsem razumevanja in poslušanja pogovora. Pogosta je istočasna prizadetost vedenja, prilagajanja vedenja okoliščinam,prizadetost pri pridobivanju znanja. Oseba je ovirana v orientaciji, telesni neodvisnosti in pri vključevanju v družbo.

## Okvara sluha zaradi hrupa
Okvara sluha zaradi hrupa je poklicna bolezen, ki nastane zaradi dolgotrajne izpostavljenosti hrupu v delovnem okolju. Človeško uho zazna frekvence tonov različno dobro. Zaznavanje je najboljše v področju frekvenc 500 do 5000 Hz. Izrazito poudarjeno pa je zaznavanje tonov v okolici 4000 Hz. Okvara nastane pri osemurni izpostavljenosti hrupu ki presega 85 dBA. Novejša evropska zakonodaja pa predpostavlja mejo hrupa na 80 dBA.

### Škodljivi učinki
Škodljivi učinki zvoka so odvisni od:
- akustičnih dejavnikov: jakosti zvoka (dBA), frekvence (Hz), trajanja zvoka, spektralne sestave zvoka, variacij v frekvenci zvoka, variacij v jakosti zvoka
- neakustičnih dejavnikov: vsebine zvoka, individualne občutljivosti, preteklih izkušenj, aktivnosti poslušalca, letnega časa, dobe dneva, vrste prostora

### Štiri ravni škodljivosti
- od 40 do 65 dBA: povzroča psihične motnje, utrujenost, razdražljivost, nelagodje, slabši spanec
- od 65 do 85 dBA: neskladje delovanja posameznih organov: povišana srčna frekvenca, krvni tlak in krvni sladkor, napetost v mišicah, motnje prekrvavitve, ravnotežja in vidnih funkcij
- od 85 do 120 dBA: okvare sluha
  - akutne poškodbe: mehanska okvara slušnega organa, je ozdravljiva, nastane pri izpostavljevosti za krajši čas
  - kronična poškodba: degeneracija in odmrtje čutnic slušnega organa, trajna okvara, nastane pri dolgotrajni izpostavljenosi
- nad 120 dBA: že po krajšem času se pojavita nelagodje in bolečina.

### Posledice
Hrup zmanjša produktivnost, kjer je potrebna koncentracija in pozornost, lahko pa tudi poveča varnost pri delu, ki je monotona ali pri nočnem delu. Pomembno je, da delavci poznajo škodljivost izpostavljenosti hrupu in vedo, da posledice ne nastopijo takoj, da hrup prizadane njihovo precizno koordinacijo, podaljša njihov reakcijski čas, zmanjša ostrino percepcije, vpliva na njihovo presojo, razpoložljivost in uspešnost pri delu.

### Preprečevanje
Na mestu nastanka ugašamo razne naprave katerih delovanje ni nujno potrebno.
Na poti širjenja postavimo zvočno izolacijo.
Mesto ogrožene osebe: uporaba osebnih varovalnih sredstev.